# Argynnis butleri
Argynnis butleri is een vlinder uit de familie van de Nymphalidae. De wetenschappelijke naam van de soort is voor het eerst geldig gepubliceerd in 1883 door William Henry Edwards.